# Pawieł Kozakiewicz
Pawieł Pawłowicz Kozakiewicz, ros. Павел Павлович Козакевич, ukr. Павло Козакевич (ur. w 1898 r. w Permie, zm. ?) – radziecki fizykochemik, publicysta, burmistrz okupowanego Charkowa podczas II wojny światowej, emigracyjny naukowiec
W 1923 r. ukończył studia na uniwersytecie w Odessie. Podjął pracę w Instytucie Rolnictwa Ludowego w Charkowie. Pracował też w innych miejscowych instytucjach naukowych. W latach 30. kierował laboratorium fizyczno-chemicznym przy uniwersytecie w Charkowie. Otrzymał tytuł profesora. Był autorem licznych publikacji naukowych dotyczących badań nad soltawacją w roztworach wodnych i niewodnych, adsorpcją, czy ciśnieniem powierzchniowym roztworów. Po zajęciu Charkowa przez wojska niemieckie pod koniec października 1941 r., podjął kolaborację z okupantami. W listopadzie tego roku stanął na czele oddziału opieki socjalnej zarządu miejskiego. W poł. marca 1943 r. na krótko objął funkcję burmistrza okupowanego Charkowa. Pod koniec kwietnia tego roku władzę w mieście przejęła administracja wojskowa, zaś P. Kozakiewicz ewakuował się do III Rzeszy. Po zakończeniu wojny zamieszkał we Francji, gdzie zajmował się badaniami naukowymi z zakresu metalurgii. W latach 1949–1974 jako Paul Kozakevich opublikował liczne artykuły naukowe w specjalistycznym piśmie „Revue Metallurgie”.